# Långsjön (Hammars socken, Närke)
Långsjön är en sjö i Askersunds kommun i Närke och ingår i Motala ströms huvudavrinningsområde.